# Hans Kruize
Hans Tjebbe Kruize (Den Haag, 23 mei 1954) is een voormalig Nederlands tophockeyer, die 99 interlands (14 doelpunten) speelde voor de Nederlandse hockeyploeg. Hij nam tweemaal deel aan de Olympische Spelen.
De middenvelder van HC Klein Zwitserland maakte zijn debuut voor het Nederlands elftal op 2 mei 1974 in het eerste duel van het Europees kampioenschap in Madrid. Tegenstander die dag was Portugal, dat met 6-0 werd verslagen.
Kruize nam deel aan twee Olympische Spelen: Montreal 1976 en Los Angeles 1984. Bij dat laatste toernooi, waar Nederland op een als teleurstellend ervaren zesde plaats eindigde, speelde hij zijn laatste interland. Zijn broers Jan Hidde en Ties en zus Elske kwamen eveneens uit voor het Nederlands elftal, net als hun vader Roepie Kruize.
Jan Albers · 
André Bolhuis · 
Theodoor Doyer · 
Geert van Eijk · 
Imbert Jebbink · 
Hans Jorritsma · 
Wouter Kan · 
Coen Kranenberg · 
Hans Kruize · 
Wouter Leefers · 
Paul Litjens · 
Maarten Sikking · 
Ron Steens · 
Tim Steens · 
Bart Taminiau · 
Rob Toft ·
Coach: Wim van Heumen
Peter van Asbeck · 
Ewout van Asbeck · 
Lex Bos · 
Roderik Bouwman · 
Cees Jan Diepeveen · 
Theodoor Doyer · 
Maarten van Grimbergen · 
Arno den Hartog · 
Tom van 't Hek · 
Pierre Hermans · 
René Klaassen · 
Hans Kruize · 
Jan Hidde Kruize · 
Ties Kruize · 
Eric Pierik · 
Ron Steens ·
Coach: Wim van Heumen